# Christo Stoiczkow
Christo Stoiczkow Stoiczkow (cyryl. Христо Стоичков Стоичков; ur. 8 lutego 1966 w Płowdiwie) – bułgarski trener piłkarski, były zawodnik m.in. CSKA Sofia, FC Barcelona i Parma F.C., laureat Złotej Piłki 1994, z reprezentacją Bułgarii zajął czwarte miejsce na mundialu 1994 i został współkrólem strzelców turnieju. Powszechnie uważany za najlepszego piłkarza w historii bułgarskiej piłki nożnej.

## Kariera piłkarska

### Bułgaria
Urodził się 8 lutego 1966 w drugim co do wielkości mieście Bułgarii – Płowdiwie nad rzeką Maricą. Jego ojciec był bramkarzem miejscowego Spartaka. Kiedy byłem małym chłopcem, pogryzłem kolegę, który obrzucał mnie kamieniami. Nazwano mnie psem. Nie było szans, aby znaleźć kogoś, kto zachowywał się gorzej ode mnie – wspominał swoje dzieciństwo piłkarz. Kiedy miał 10 lat, zapisał się do innego klubu ze swojego miasta – Marica, a następnie grał w zespole o nazwie Jurij Gagarin Płowdiw. Dzięki pomocy znanego działacza i sędziego Atanasa Uzunowa trafił do Hebrosa Charmanli, a po 2 latach podpisał kontrakt z czołową bułgarską drużyną – CSKA Sofia.
W klubie ze stolicy zadebiutował 23 lutego 1985 roku w przegranym 1-3 spotkaniu z Trakia Płowdiw i już w pierwszym roku gry zdobył z zespołem mistrzostwo i puchar kraju. W finale Pucharu Bułgarii w 1985 CSKA wygrało ze Spartakiem-Lewskim Sofia 2-1, a Stoiczkow został po meczu zdyskwalifikowany podobnie jak wielu uczestników tamtego spotkania i sędzia. Zawodnicy Lewskiego byli przekonani, że jeden z napastników rywala zagrał w polu karnym ręką i na boisku doszło do przepychanek oraz bójek, a sędziowie stracili kontrolę nad wydarzeniami. 19-letni wówczas napastnik, oprócz udziału w awanturze na placu gry, według niektórych po meczu wbiegł do szatni rywali z trofeum krzycząc Ten puchar jest nasz i został dożywotnio zdyskwalifikowany.
Po awansie reprezentacji do mundialu w Meksyku, wobec ukaranych zastosowano amnestię i piłkarz wrócił do gry po 10 miesiącach i 8 dniach, tracąc cały sezon 1985/86. Skazali mnie ludzie, którzy nie mieli pojęcia o futbolu. Nigdy nie grali w piłkę. Nie odróżniali jej od arbuza powiedział potem zawodnik. W 1987 r. CSKA zdobyło dublet, a napastnik strzelił 7 bramek.
W drużynie narodowej zadebiutował 23 września 1987 występując w pierwszym składzie w meczu z Belgią w eliminacjach do Euro 1988. Wcześniej był podporą reprezentacji młodzieżowych: U-18 (11 występów, 2 gole), U-20 (4 mecze), U-21 (18 spotkań, 10 goli) i drużyny olimpijskiej (2 mecze).
W sezonie 1988/89 tworzył linię ataku razem z Emiłem Kostadinowem oraz Ljubosławem Penewem i został królem strzelców ligi z 23 bramkami.
W półfinale Pucharu Zdobywców Pucharów zespół CSKA przegrał z FC Barcelona, ale zawodnik zapadł w pamięć trenerowi Johanowi Cruijffowi. Katalończycy chcieli sprowadzić młodego napastnika latem 1989 roku, ale władze wojskowego klubu nie chciały oddać swojej gwiazdy przed zakończeniem kontraktu. W kolejnym sezonie 38 goli dało Bułgarowi tytuł najbardziej bramkostrzelnego piłkarza Europy wspólnie z Hugo Sánchezem z Realu Madryt.

### FC Barcelona

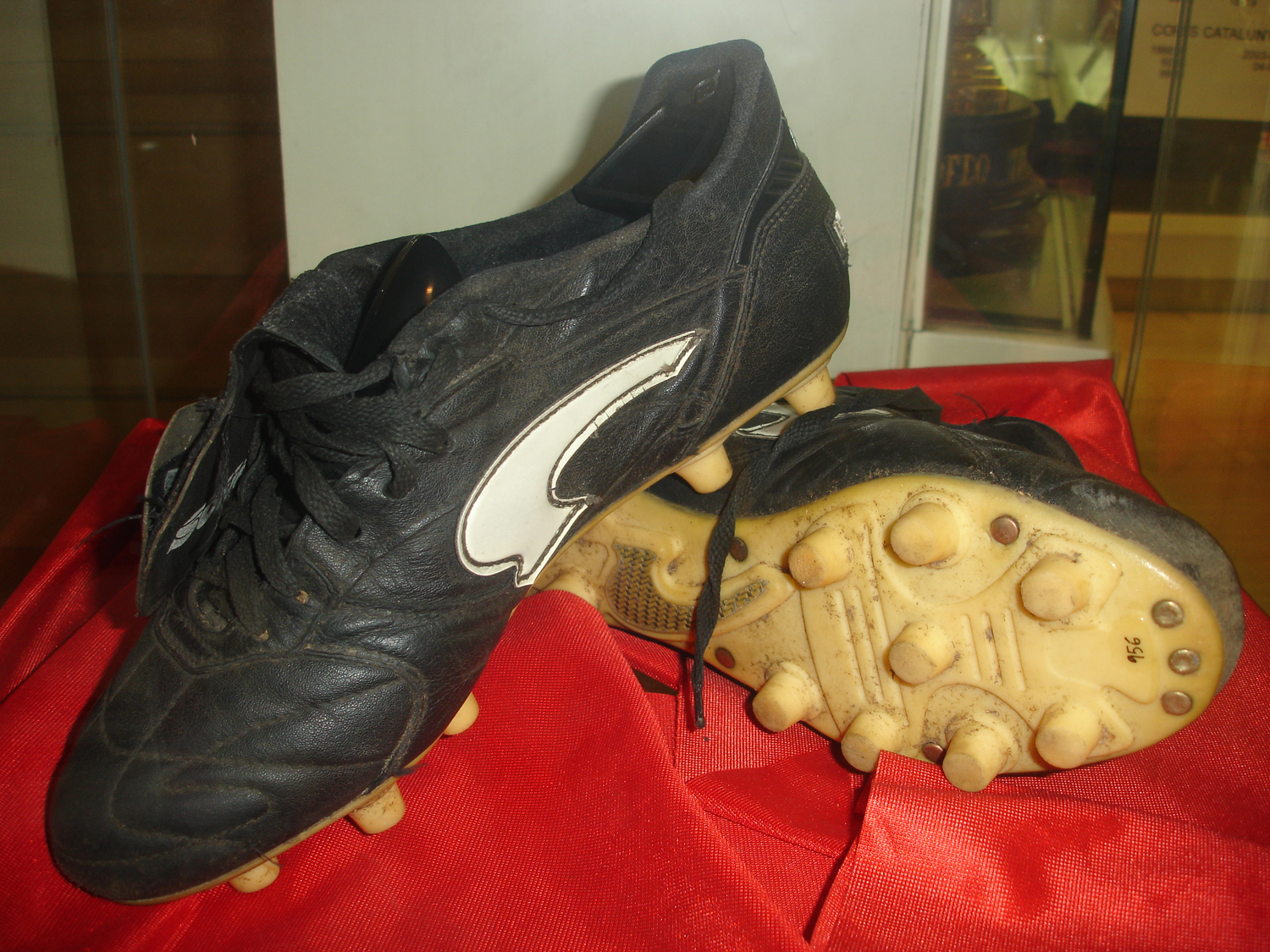
Buty w których Bułgar strzelił setną bramkę w barwach FC Barcelona

4 maja 1990 podpisał pięcioletnią umowę z FC Barcelona, a kwota odstępnego za zawodnika, któremu skończył się kontrakt wynosiła 4,5 mln dolarów (nie obowiązywało wtedy tzw. prawo Bosmana). Tamtego lata klub z Katalonii zasilili także Jon Andoni Goikoetxea i Albert Ferrer. Jak ujawnił po latach Bułgar, zanim trafił do „Blaugrany” otrzymał propozycję gry w zespole lokalnego rywala – Espanyolu Barcelona.
Podczas grudniowego meczu o Superpuchar Hiszpanii z Realem Madryt nadepnął na piętę sędziego Urízara Azpitarte, który pokazał mu czerwoną kartkę. Kibice katalońskiego klubu wielokrotnie zarzucali temu arbitrowi stronniczość, pretensji nie krył także Johan Cruijff. „Ósemka” Barcelony została początkowo zawieszona na pół roku, co zmniejszono później do dwóch miesięcy. Wiele lat później Bułgar przeprosił publicznie sędziego, który nie żywił do niego urazy. Wspólnie wystąpili w programie rozrywkowym i w sposób humorystyczny odtworzyli tamto boiskowe wydarzenie.
Dyskwalifikacja napastnika była tym dotkliwsza, że poważną kontuzję kostki w sezonie 1990/91 leczył filar zespołu Ronald Koeman. Po powrocie do gry Bułgar strzelił 4 gole w wygranym 6:0 spotkaniu z Athletikiem Bilbao na San Mamés. W swoim debiutanckim sezonie w Primera División w 24 spotkaniach zdobył 14 goli, o 5 mniej niż król strzelców Emilio Butragueño, a Barca zdobyła pierwsze od 6 lat mistrzostwo Hiszpanii.
W Pucharze Zdobywców Pucharów Bułgar strzelił 6 goli w 8 spotkaniach, ale z powodu kontuzji nie wystąpił w przegranym przez Barcelonę finale z Manchesterem United.
W sezonie 1991/92 zdobył 17 bramek w 32 spotkaniach w lidze, a Barça obroniła mistrzowski tytuł oraz zdobyła krajowy Superpuchar.
20 maja 1992 na Wembley, w meczu z Sampdorią Barça wygrała finał Pucharu Europy, a Stoiczkow został pierwszym Bułgarem, który zdobył to trofeum. Napastnik wykupił prawa do transmisji tego spotkania bułgarskiej telewizji, aby mogli je obejrzeć jego rodacy.
W plebiscycie France Football na najlepszego piłkarza Europy zdobył o 18 głosów mniej niż zwycięzca Marco van Basten. Znany z kontrowersyjnych wypowiedzi zawodnik Barcelony powiedział mediom, że on sam powinien otrzymać nagrodę, a na wynik głosowania wpływał właściciel Milanu Silvio Berlusconi. Holenderski napastnik wyprzedził Bułgara także w plebiscycie Piłkarza Roku FIFA.
Latem zawodnik odrzucił oferty m.in. z SSC Napoli, Interu Mediolan oraz Paris Saint-Germain i przedłużył swój kontrakt.
W grudniu 1992 roku strzelił bramkę w meczu o Puchar Interkontynentalny, a Barça przegrała z São Paulo FC 1-2. Podczas zwycięskiego lutowego dwumeczu o Superpuchar Europy z Werderem Brema zdobył gola w rewanżu na Camp Nou.
Walka o zwycięstwo w Primera División podobnie jak rok wcześniej rozstrzygnęła się w ostatniej kolejce. Real Madryt przegrał na wyjeździe z CD Tenerife, a Barça wygrała swój mecz oraz całe rozgrywki dzięki bramce Stoiczkowa, która była jego dwudziestym ligowym trafieniem w sezonie.
W kolejnym okresie transferowym do „Blaugrany” trafił Romário. Cruijff uzasadniał ten transfer mówiąc, że dopiero gdy Bułgar będzie miał godnego siebie konkurenta do gry w ataku, to zacznie grać na 100%. Stoiczkow odpowiedział To głupota kupować czwartego obcokrajowca. A jeśli już kierownictwo klubu tak chce, powinno sprowadzić do Barcelony mojego rodaka Lubo Peneva. Ile kosztował Brazylijczyk? 600 mln peset? Dodam 200 mln z własnych oszczędności i kupmy Lubo. Ostatecznie Romario został najlepszym przyjacielem Stoiczkowa w Barcelonie.
Zgodnie z obowiązującymi wtedy w Hiszpanii przepisami, na boisku mogło występować tylko trzech obcokrajowców. Brazylijczyk oraz Ronald Koeman występowali regularnie, a wobec Stoiczkowa i Michaela Laudrupa Johan Cruijff stosował rotację. Z biegiem czasu coraz częściej grał Bułgar, a Barça ponownie zdobyła tytuł mistrza Hiszpanii w ostatniej kolejce.
Najskuteczniejszym zawodnikiem Barcelony w lidze został Romário – 30 bramek, a Stoiczkow strzelił 16 goli. Tytuł mistrzowski przysłoniła fatalna porażka w finale Pucharu Europy z A.C. Milan 0-4, po której trener „Dumy Katalonii” postanowił odmłodzić skład.

### Mundial w USA
17 listopada 1993 roku na stadionie Parc des Princes w Paryżu Bułgaria po dramatycznym meczu pokonała Francję i awansowała do mundialu w USA.
W pierwszym meczu fazie grupowej reprezentacja prowadzona przez Dimityra Penewa, odkrywcę talentu Stoiczkowa w CSKA przegrała z Nigerią 0-3. W kolejnym spotkaniu, z Grecją Stoiczkow wykorzystał dwa rzuty karne, a pojedynek, który zakończył się wynikiem 4-0 był pierwszym zwycięstwem Bułgarów w historii MŚ. Napastnik Barcelony powiedział po meczu Przy obu „jedenastkach” byłem bardzo spokojny, nigdy nie marnuję takich sytuacji. W następnym meczu, z Argentyną piłkarz ponownie strzelił gola, a po wygranej 2-0 jego drużyna awansowała do fazy pucharowej.
W 1/8 finału Bułgarzy wygrali w rzutach karnych z Meksykiem (w regulaminowym czasie 1-1, gol Stoiczkowa), a w ćwierćfinale pokonali Niemcy 2-1. Bramka którą w tym spotkaniu z rzutu wolnego zdobył najlepszy zawodnik reprezentacji z Bałkanów stała się jednym z symboli mundialu w USA. W półfinałowym pojedynku z Włochami piłkarze z Bałkanów przegrali 1-2 po bramce swojego najlepszego strzelca, który po spotkaniu powiedział Bóg jest ciągle Bułgarem, ale sędzia jest Francuzem krytykując arbitra za niepodyktowanie rzutu karnego w drugiej połowie spotkania.
W meczu o trzecie miejsce Szwecja rozgromiła drużynę z Bałkanów 4-0.
Po turnieju Stoiczkow powiedział o selekcjonerze Dymitarze Penewie W naszym sukcesie nie ma żadnej jego zasługi. Marny z niego taktyk, jeszcze gorszy psycholog. Miał po prostu dobrych zawodników.
Tytuł króla strzelców turnieju wspólnie z Rosjaninem Olegiem Salenką dało mu 6 strzelonych bramek (5 goli w meczu z Kamerunem).
Bułgar był najlepszym europejskim zawodnikiem roku i z dużą przewagą wygrał Złotą Piłkę 1994. Otrzymał 210 głosów (28 pierwszych miejsc za 5 punktów, 13 drugich za 4, pięć trzecich za 3, jedno czwarte za 2 i jedno piąte za 1) i wyprzedził wicemistrzów świata, Roberta Baggia (136) i Paola Maldiniego (109). Jedynie austriacki korespondent France Football nie umieścił Bułgara wśród pięciu najlepszych europejskich zawodników 1994 roku.
Żona piłkarza, Mariana powiedziała, że nigdy wcześniej nie widziała go tak szczęśliwego, a podczas wręczenia nagrody w Paryżu zawodnik wyznał Gdy byłem mały, zobaczyłem w telewizji Johana Cruyffa, jak w świetle lamp błyskowych podnosił w górę Złotą Piłkę. Od tamtej pory śniłem, że spotka mnie to samo.
Stoiczkow został także wybrany Człowiekiem Roku w Bułgarii doświadczając tego zaszczytu jako drugi sportowiec w historii po Geoirgim Asparuchowie w 1965, a także otrzymał nagrodę Piłkarza Roku w Bułgarii i został najlepszym sportowcem Bułgarii w 1994 roku, a w plebiscycie na Piłkarza Roku FIFA ustąpił tylko Romário.

### 1994/95 i rok w Parmie
W sezonie 1994/95 wystąpił w 26 ligowych meczach Barçy i zdobył 9 goli, tyle samo co Ronald Koeman i Jordi Cruijff. W marcu 1995 publicznie wygłosił swoje zarzuty wobec trenera – odejście Romario, Laudrupa, Zubizarrety oraz promowanie własnego syna, za co został ukarany przez klub piętnastodniową dyskwalifikacją. Stosunki Stoiczkowa z Johanem Cruijffem znacznie się pogorszyły, co doprowadziło do transferu napastnika.
Za 15 mln dolarów trafił do włoskiej Parmy, ale nie mógł znaleźć wspólnego języka z gwiazdą drużyny Gianfranco Zolą. W prowadzonym przez Nevio Scalę zespole strzelił 5 bramek w 23 spotkaniach w Serie A, oraz 2 w Pucharze Zdobywców Pucharów.

### Euro 1996

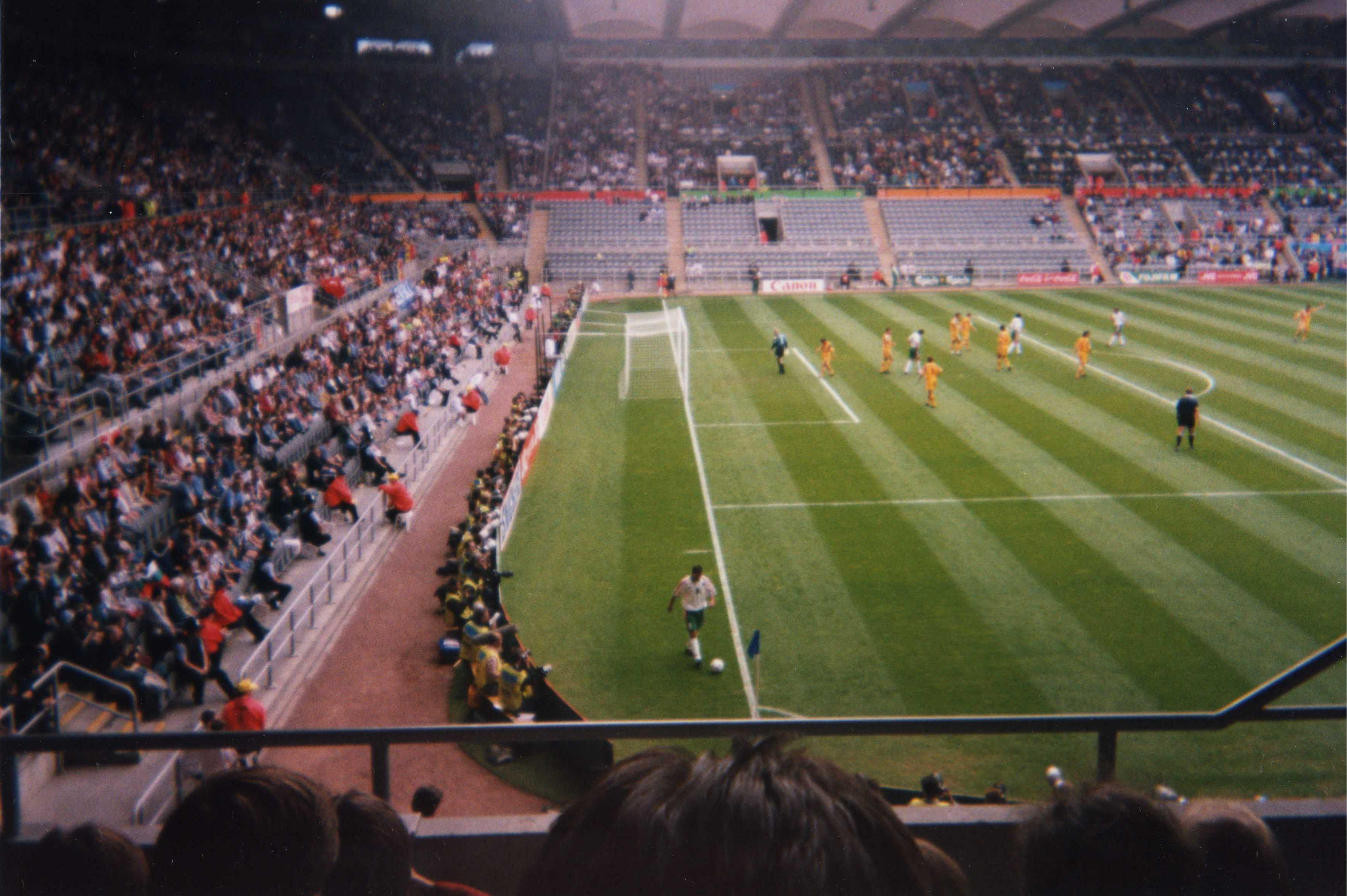
Mecz Bułgaria-Rumunia na Euro 1996, w którym Stoiczkow strzelił gola w 3 min. spotkania.

Na Euro 1996 Bułgaria trafiła do grupy B razem z Hiszpanią, Francją i Rumunią. Napastnik strzelił po jednej bramce w każdym spotkaniu i został wybrany do drużyny gwiazd turnieju, ale jego drużyna zdobyła tylko 4 punkty i nie awansowała do fazy pucharowej.

### Powrót do Barçy

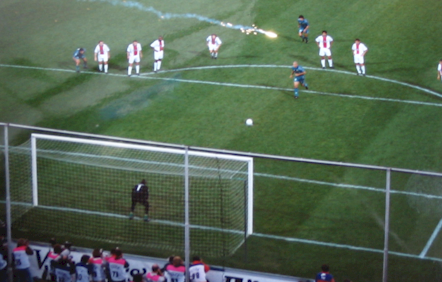
Finał Pucharu Zdobywców Pucharów 1997.

Latem 1996 za 3 mln dolarów ponownie trafił do Barçy. Niekwestionowanym liderem drużyny Bobby’ego Robsona był Ronaldo (47 goli w 49 meczach we wszystkich rozgrywkach), a w ataku występowali także Luis Enrique i Juan Antonio Pizzi. Bułgarski internacjonał strzelił 7 bramek w 22 meczach często wchodząc na końcówki spotkań. Wraz z zespołem zdobył Puchar Zdobywców Pucharów i Puchar Króla.
W kolejnym sezonie popadł w konflikt z nowym trenerem „Blaugrany” Louisem van Gaalem, który poprowadził drużynę do mistrzostwa oraz pucharu kraju. W marcu 1998 roku, jak powiedział Bułgar Zaprosił mnie do swego pokoju na Camp Nou i wygłosił mowę pożegnalną. Miał pretensje o to, że pojechałem na zgrupowanie kadry o dwa dni wcześniej, niż stanowiły o tym przepisy FIFA, jednak to był tylko pretekst. Konflikt trenera z zawodnikiem przybierał na sile i coraz częściej informowały o nim media. Stoiczkow znany był z trudnego charakteru, a Holender mimo sukcesów nie miał w Katalonii dobrej prasy.
Podsumowując swoją karierę piłkarz nie wahał się powiedzieć, że wszystkiego co wie o futbolu nauczył go Cruijff, bo praca z Luisem van Gaalem nie dała mu nic. Na początku 2003 roku gdy Holender ponownie był szkoleniowcem Barçy, ale osiągał słabe wyniki, Stoiczkow powiedział w radiu „Marca”: On jest pracownikiem klubu. Po co więc mamy mu płacić miliony odszkodowania skoro może on się przydać do stania przy wejściach na Camp Nou lub do podawania wody ludziom, którzy czyszczą lodowisko. Czym się różni van Gaal od innych pracowników jakich zatrudnia klub? Tylko tym, że zarabia miliony.
W sezonie 1997/98 rozegrał w Barcelonie tylko 5 spotkań we wszystkich rozgrywkach i w trakcie sezonu został wypożyczony do CSKA, gdzie grał za darmo w otoczeniu kilku kolegów z reprezentacji. Klub z Sofii zakończył rozgrywki ligowe na trzecim miejscu (1 gol w 4 meczach Itso), a w finale pucharu został rozgromiony przez lokalnego rywala Lewskiego 5-0.
Na finałowe mecze Pucharu Zdobywców Pucharów Azji 1998 został za 200 tysięcy dolarów wypożyczony do saudyjskiego An-Nassr. W spotkaniu rewanżowym zdobył bramkę i wraz z drużyną sięgnął po kontynentalne trofeum.

### Mundial we Francji
Po Euro 1996 Christo Bonew zastąpił na stanowisku selekcjonera Dimityra Penewa. Stoiczkow popadł w konflikt z bułgarską federacją i ogłosił, że jeśli jej zarząd nie poda się do dymisji, to od 1 września 1996 przestanie grać w reprezentacji, a jego decyzję poparli Ljubosław Penew, Ilian Kiriakow i Dimityr Penew. W czerwcu 1997 zawodnik ogłosił Przepraszam za wszystko, co wcześniej mówiłem. Chcę wrócić do kadry. Stoiczkow wrócił do zespołu wzmacniając go w trudnych meczach eliminacyjnych do mundialu we Francji z Izraelem i Rosją. Bułgarzy wygrali oba mecze i awansowali na mundial.
Przed samym turniejem media informowały o złych relacjach w bułgarskiej reprezentacji Stoiczkowa z Bałakowem oraz Iwanowem, który został kapitanem w czasie nieobecności piłkarza Barcelony.
Na mistrzostwach Bułgaria trafiła do „grupy śmierci” z Paragwajem, Nigerią i Hiszpanią. W pierwszym meczu Bułgarzy nie pokonali Jose Luisa Chilaverta i mecz zakończył się bezbramkowym remisem, a potem, podobnie jak 4 lata wcześniej przegrali z „Super Orłami”, tym razem 0-1. Pozbawiona szans na awans reprezentacja przegrała z Hiszpanią 1-6, a jedynym bułgarskim strzelcem gola na turnieju był Kostadinow.
Mała ilość podań, które wymienili ze sobą podczas turnieju piłkarze (którzy mieli napędzać zespół, czyli Stoiczkow i Bałakow) powodowała kolejne spekulacje odnośnie do wpływu ich konfliktu na porażkę zespołu.

### Kolejne kluby
Po turnieju podpisał kontrakt z drużyną Kashiwa Reysol, z którą zajął trzecie miejsce w J-League i zdobył Puchar Ligi. W swoim debiucie, występujący z numerem 31 zawodnik zdobył 2 gole przeciw Cerezo Osaka. Podczas dwóch sezonów w Japonii Bułgar strzelił 13 bramek w 28 meczach.
Jego ostatnim meczem w reprezentacji było spotkanie eliminacji do Euro 2000 z Anglią 9 czerwca 1999, w którym zanotował asystę.
Łącznie, na przestrzeni 12 lat, wystąpił w 83 spotkaniach kadry i zdobył 37 bramek (rekord Christo Bonewa wynosi 47 goli).
Kolejnym klubem piłkarza było Chicago Fire, gdzie grał trzy sezony. W 2000 r. „Strażacy” zdobyli Open Cup i dotarli do finałów rozgrywek play-off, a napastnik został wybrany do najlepszej drużyny sezonu (Pepsi best 11). W kolejnych latach drużyna Fire docierała do półfinałów i w ćwierćfinałów fazy play-off. W 2003 piłkarz podpisał kontrakt z D.C. United, gdzie był także członkiem sztabu szkoleniowego. W 72 spotkaniach w USA strzelił w 33 bramki.
14 grudnia 2000 Stoiczkow był głównym bohaterem towarzyskiego meczu dwóch drużyn z Płowdiwu – Lokomotiwu i Botewa. Napastnik rozegrał po połowie spotkania w obu zespołach, a spotkanie obejrzało 23 tysiące kibiców.
W 2003 roku, w 10. min. towarzyskiego meczu, brutalnym atakiem złamał 2 kości w prawej nodze Freddy’ego Llerena, zawodnika American University, który pozwał go do sądu i domagał się 5 mln dolarów odszkodowania. Strony zawarły ugodę, której szczegółów nie ujawniono.
Władze MLS ukarały Bułgara odsunięciem od dwóch spotkań w lidze i grzywną w wysokości 2 tys. dolarów.
Koniec kariery piłkarz ogłosił w obecności Johana Cruijffa i Joana Laporty 15 grudnia 2003 roku w Barcelonie, mieście, które dało mi wszystko i gdzie dorosłem – zarówno jako piłkarz, jak też jako człowiek, jak sam powiedział.
Bułgar nie ukrywał swoich sympatii w wyborach na prezydenta Barçy w 2003 r. Moi kandydaci to Bassat, Minguella albo Laporta. Z José Marią Minguellą jestem aż do śmierci, był on moim agentem przez wiele lat. Rozmawiam z Johanem Cruyffem, z Txikim Beguiristainem... Chcę oddać Barcelonie całą swoją duszę, oddać siebie Barçie powiedział. Po kilku miesiącach sprawowania funkcji przez Laportę Bułgar pozytywnie ocenił jego pracę, dodając, że za kryzys w jakim znalazł się klub nie można obciążać wyłącznie Joana Gasparta.

## Kariera szkoleniowa

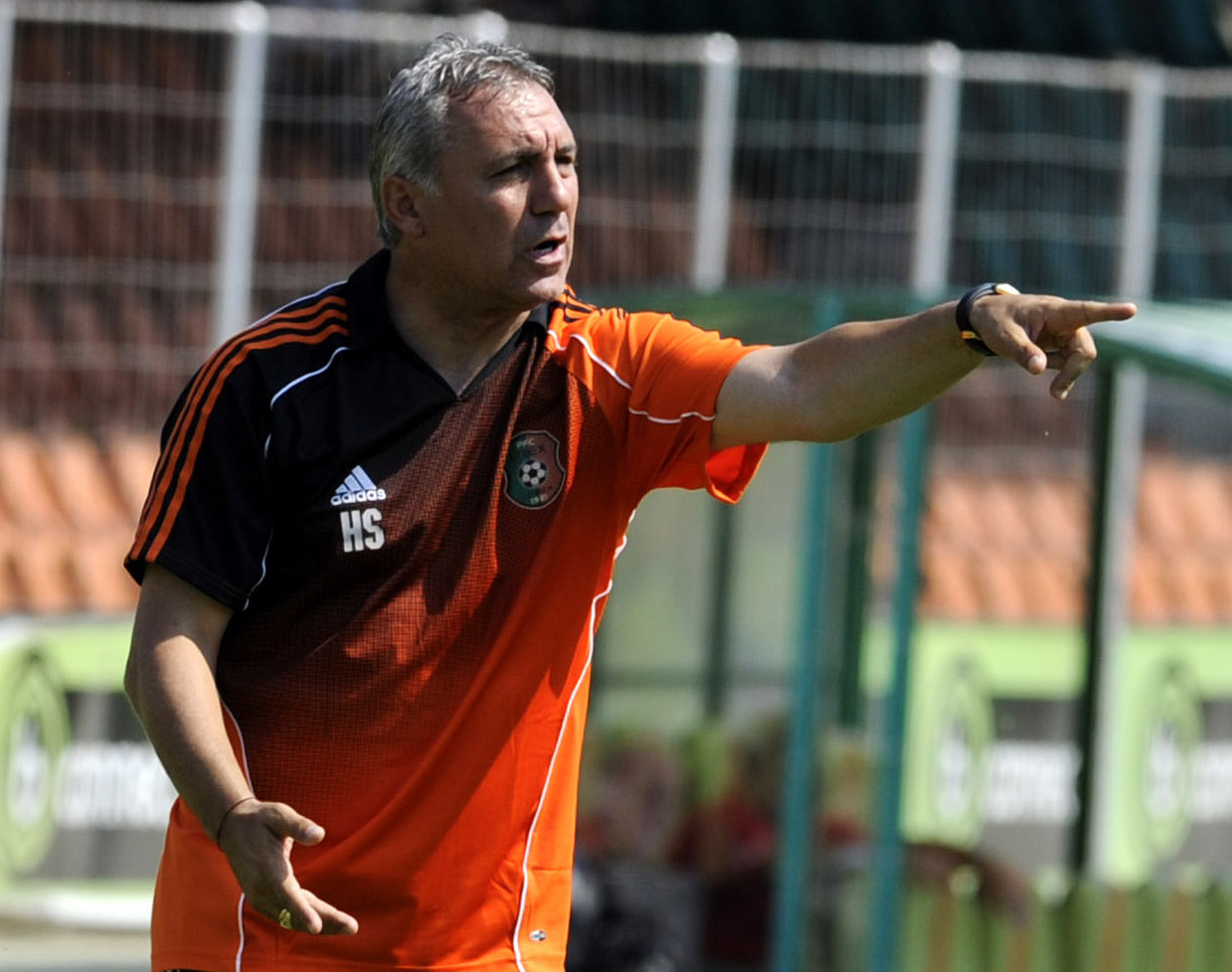
Christo Stoiczkow jako trener Liteksu Łowecz (2012)

W lutym 2004 roku został trenerem młodzieży FC Barcelona.
15 lipca został następcą Płamena Markowa na stanowisku selekcjonera reprezentacji swojego kraju i znacznie odmłodził skład drużyny. W eliminacjach do Mistrzostw Świata 2006 Bułgaria zdobyła o 9 punktów mniej niż Chorwacja oraz Szwecja i zajmując 3. miejsce w grupie nie awansowała na turniej w Niemczech.
Przed i po meczu ze Szwecją, który odbył się 3 września 2005, Stoiczkow publicznie oskarżał prezydenta europejskiej federacji, Lennarta Johanssona o manipulowanie wynikami spotkań. Bułgar został ukarany odsunięciem od prowadzenia kadry w czterech meczach.
Szkoleniowiec popadł w konflikt z niektórymi zawodnikami, 12 października 2006 dzień po meczu z Luksemburgiem kapitan Stilijan Petrow oświadczył, że w prowadzonej przez Stoiczkowa reprezentacji już nie wystąpi. Wcześniej podobne decyzje podjęli bramkarz Zdrawko Zdrawkow i obrońca Ilian Stojanow. 17 marca 2007, po rozmowie z selekcjonerem, Petrow ogłosił swój powrót do kadry.
Stoiczkow podał się do dymisji w marcu 2007, niedługo po tym jak otrzymał propozycję pracy w Celcie Vigo. Kilka dni wcześniej prowadzona przez niego drużyna zremisowała bezbramkowo z Albanią w eliminacjach do Euro 2008, co spotkało się z ostrą krytyką mediów, które zażądały odejścia trenera.
Objętej po Fernando Vázquezie Celty Vigo nie zdołał uchronić przed spadkiem z Primera División. W kolejnym sezonie zamierzał walczyć o awans do La Liga, ale już 8 października 2007 po 7 kolejkach Segunda División (3 zwycięstwa, 3 porażki i 1 remis) zrezygnował, podając jako powód rozłąkę z rodziną. Jego następcą został były szkoleniowiec Realu Madryt Juana Ramóna Lópeza Caro.
Bułgar prowadził zespół Celty w 16 spotkaniach (7 zwycięstw, 10 porażek i 1 remis).
W czerwcu 2009 media podały informację, że od sezonu 2009–2010 Stoiczkow będzie trenerem irańskiego klubu F.C. Aboomoslem. Jednak sam zainteresowany szybko ją zdementował. Ostatecznie przyjął propozycję prowadzenia Mamelodi Sundowns z Republiki Południowej Afryki. W 2011 był dyrektorem sportowym FK Rostów. W lutym 2012 został trenerem Liteksu Łowecz. W maju 2013 został uznany najlepszym trenerem w lidze. Miesiąc później objął posadę szkoleniowca CSKA Sofia. 24 czerwca 2013 został właścicielem tego klubu. Miesiąc później Stoiczkow zrezygnował z tej funkcji tłumacząc iż stracił wiarę we właścicieli zadłużonego klubu.

## Inne
Stoiczkow był szybkim lewonożnym napastnikiem (czasem występował na skrzydle), dobrze dryblował i bił rzuty wolne. Wyróżniał się także charakterem i jak sam twierdzi to właśnie cechy osobowościowe doprowadziły go do sukcesów. Johan Cruijff powiedział W szatni każdego zespołu powinien być taki piłkarz jak on. Wolę dwóch lub trzech zawodników z charakterem niż jednego dobrego piłkarza, ale bez charakteru oraz Jest piłkarzem o trudnym charakterze. Jego agresja, pasja nie jest wadą, lecz zaletą. Ona wyniosła go na piłkarskie szczyty. Wszystko, co robi na boisku, wypływa z głębi jego duszy. Takich piłkarzy należy podziwiać.
Znany był z wybuchowej natury, krytyki sędziów oraz kontrowersyjnych wypowiedzi. Jest spokojnym człowiekiem, innym niż znany z boiska „wściekły byk” jak go czasem nazywano.
Bułgar jest jednym z najbardziej uwielbianych przez cules zawodników w historii, wybieranym w plebiscytach do drużyn wszech czasów klubu. Fani „Blaugrany” doceniają jego grę, nieustępliwość, mentalność zwycięzcy, identyfikację z klubem i regionem.
Stoiczkow wraz z rodziną, żoną i dwiema córkami, mieszka w Barcelonie. Żyje w Katalonii, bo jak sam powiedział, ludzie go tam kochają, a w jego rodzinnej Bułgarii nie rozumieją, że był piłkarskim idolem.
Jesienią 1993 roku spytany przez francuskich dziennikarzy co myśli o nadchodzącym meczu fazy grupowej Ligi Mistrzów AS Monaco-FC Barcelona odpowiedział, że wyrzucił Francję z Mistrzostw Świata, a teraz wyeliminuje ich klub z europejskich rozgrywek. W meczu na Stade Louis II strzelił jedynego gola spotkania.
W 1994 w bułgarskich wyborach parlamentarnych poparł partię centrystów, w samej Sofii rozlepiono 300 tysięcy plakatów z jego podobizną.
29 maja 2005 odbył się charytatywny mecz „Dream Teamu” z drużyną „All-Stars” złożoną z przyjaciół bułgarskiego internacjonała. 30 tys. widzów na Camp Nou oklaskiwało bohatera wieczoru, który strzelił 2 gole (rywale odpowiedzieli jedną bramką Davora Šukera). W drużynie Cruijffa i Carlesa Rexacha zagrali m.in. Sergi Barjuán, Miguel Ángel Nadal, Jon Andoni Goikoetxea, Guillermo Amor, Gheorghe Popescu, Eusebio Sacristán, Juan Antonio Pizzi, Julio Salinas, Aitor Beguiristáin, Gheorghe Hagi i Rivaldo, a w zespole prowadzonym przez Bobby’ego Robsona i Dimityra Penewa wystąpili tacy zawodnicy jak Dan Petrescu, Iwajło Jordanow, Emił Kostadinow, Djalminha, Jordan Leczkow, Krasimir Bałykow, Roberto Mancini, Frank Rijkaard i Iván Zamorano. Sędzią spotkania był przyjaciel Stoiczkowa Atanas Uzunow.
W Sofii działa penya FC Barcelona o nazwie Penya Hristo Stoichkov, która otrzymała numer 1801.
Stoiczkow mocno identyfikuje się z FC Barcelona, a także Katalonią. W oknie hotelu, w którym mieszkał podczas MŚ 1998 wywiesił Senyerę – flagę tego regionu. Prowadził kampanię na rzecz wycofania wsparcia Katalonii dla hiszpańskiej reprezentacji narodowej i uznania reprezentacji Katalonii przez FIFA.
Podczas gry w Bułgarii strzelił 4 gole w derbowym meczu z Lewskim, a w kolejnym spotkaniu z tym zespołem zagrał z numerem 4 na koszulce, choć normalnie występował z ósemką. Chciałem się zrewanżować kibicom Lewskiego, którzy mnie nie znosili. Zawsze gwizdali na mnie i nie żałowali najgorszych wyzwisk – tłumaczył Stoiczkow, a jego drużyna wygrał wtedy 5-0.
Aktualnie najwięcej czasu Stoiczkowowi zabiera praca we własnej szkółce piłkarskiej w Villafranca, a w wolnych chwilach grał w golfa z Johanem Cruijffem.

### Antimadridista
Stoiczkow nigdy nie ukrywał swojej nienawiści do odwiecznego wroga FC Barcelona, drużyny Realu Madryt. Przed wiosennym El Clásico w 2003 roku ówczesny zawodnik Chicago Fire powiedział Zawsze będę nienawidził Realu Madryt (...) Wolałbym, żeby ziemia się otworzyła i wzięła mnie ze sobą niż zaakceptować pracę dla nich (...) Naprawdę nie lubię o nich rozmawiać, ponieważ kiedy to robię, chce mi się wymiotować. Pół roku później w wypowiedzi dla radia „Marca” na pytanie, czy spodziewa się, że w stronę byłego piłkarza „Blaugrany”, a wtedy zawodnika „Królewskich” Luísa Figo ponownie zostanie rzucona głowa świni odpowiedział Jak ktoś robi świństwa na boisku to normalne, że rzucają w niego prosiakami z trybun! dodając później, że choć nie zachęca do rzucania czymkolwiek, to nigdy nie wybaczy Portugalczykowi zdrady.
Dwa tygodnie po ogłoszeniu zakończenia kariery powiedział madryckiemu dziennikowi „AS”: Szybko zrozumiałem na czym polega rywalizacja Katalonia – Madryt. Trzeba wybrać, albo jesteś z nimi albo z nami. Jeśli trzymasz z Barçą, Real to twój wróg. Ja wybrałem Barcelonę.
W 2004 roku, jako trener młodzieży w Barcelonie, nazwał błaznem prezesa Realu Madryt Florentina Péreza za jego postawę w loży honorowej na Estadio Santiago Bernabéu. Za swoje zachowanie Bułgar dostał reprymendę od przełożonego – Aitora Beguiristáina.
Podczas letniego tournée Barcelony w USA w 2003 roku Bułgar wyrzucił z wieczornego treningu w Waszyngtonie jednego z widzów ubranego w koszulkę Realu Madryt. Obserwującemu z bliska piłkarzy młodzieńcowi trener dał do wyboru zdjęcie koszulki lub opuszczenie obiektu, a ten wolał wyjść ze stadionu.

## Sukcesy

### Klubowe
- CSKA Sofia
  - Mistrzostwo Bułgarii: 1987, 1989, 1990
  - Puchar Bułgarii: 1985, 1987, 1988, 1989
  - Superpuchar Bułgarii: 1989
- FC Barcelona
  - Mistrzostwo Hiszpanii: 1991, 1992, 1993, 1994, 1998
  - Superpuchar Hiszpanii: 1992, 1993, 1995, 1996
  - Puchar Europy: 1992
  - Superpuchar Europy: 1992, 1997
  - Copa del Rey: 1997
  - Puchar Zdobywców Pucharów: 1997
- An-Nassr
  - Puchar Zdobywców Pucharów Azji: 1998
- Chicago Fire
  - Puchar Stanów Zjednoczonych: 2000
- Kashiwa Reysol
  - Puchar Ligi: 1999

#### Pozostałe trofea
- Puchar Joana Gampera: 1990,1991,1992,1997, 1998
- Trofeo Teresa Herrera 1990, 1993
- Puchar Katalonii: 1991, 1993
- Puchar Armii Radzieckiej: 1985, 1986, 1989, 1990

### Reprezentacyjne
- Mistrzostwa Świata 1994: IV miejsce
- Mistrzostwa Świata 1998: faza grupowa
- Mistrzostwa Europy 1996: faza grupowa

### Indywidualne
- Król strzelców ligi bułgarskiej: 1989, 1990
- Złoty But: 1989
- Piłkarz Roku Onze Mondial: 1992, 2. miejsce w 1994
- Złota Piłka: 1994, 2. miejsce w 1992
- Piłkarz Roku FIFA: 2. miejsce w 1992 i 1994
- Król strzelców mundialu 1994 (wspólnie z Olegiem Salenko)
- Człowiek Roku w Bułgarii: 1994
- Piłkarz Roku w Bułgarii: 1989, 1990, 1991, 1992 i 1994
- Sportowiec Roku w Bułgarii: 1994
- Król strzelców Ligi Mistrzów: 1993/94
- Król strzelców Pucharu Zdobywców Pucharów: 1989
- W 2004 r. w plebiscycie magazynu Champions (oficjalnego biuletynu LM) na najlepszego piłkarza Ligi Mistrzów zajął 18. miejsce[49].
- W listopadzie 2003, w ramach obchodów 50-lecia Unii Europejskich Związków Piłkarskich Bułgarski Związek Piłki Nożnej wybrał Stoiczkowa najwybitniejszym bułgarskim piłkarzem ostatnich 50 lat[50].
- Jako jedyny Bułgar znalazł się na liście 100 najlepszych żyjących piłkarzy przygotowanej przez Pelégo na stulecie FIFA w 2004 r.[51]
- Nagroda Golden Foot: 2007

### Statystyki
| Rozgrywki                      | Występy | Bramki |
| ------------------------------ | ------- | ------ |
| Bułgarska Grupa A              | 123     | 82     |
| Puchar Armii Sowieckiej        | 15      | 6      |
| Puchar UEFA                    | 2       | 0      |
| Puchar Europy                  | 34      | 17     |
| Puchar Zdobywców Pucharów      | 29      | 16     |
| Primera División               | 173     | 83     |
| Puchar Hiszpanii               | 17      | 5      |
| Superpuchar Hiszpanii          | 10      | 6      |
| Superpuchar Europy             | 3       | 1      |
| Serie A                        | 23      | 5      |
| Puchar Włoch                   | 1       | 0      |
| Superpuchar Włoch              | 1       | 0      |
| Puchar Zdobywców Pucharów Azji | 2       | 1      |
| J-League                       | 28      | 13     |
| MLS                            | 72      | 33     |
| Reprezentacja Bułgarii         | 84      | 37     |

W wykazie nie uwzględniono Pucharu Japonii, Pucharu USA oraz rozgrywek play-off MLS.